# Rossomyrmex
Rossomyrmex is een geslacht van mieren uit de onderfamilie van de Formicinae (Schubmieren).

## Soorten
- R. anatolicus Tinaut, 2007
- R. minuchae Tinaut, 1981
- R. proformicarum Arnoldi, 1928
- R. quandratinodum Xia & Zheng, 1995